# Madonna Contarini
La Madonna Contarini (Madonna col Bambino benedicente) è un dipinto olio su tavola (78x56 cm) di Giovanni Bellini, databile al 1475-1480 e conservato nelle Gallerie dell'Accademia.

## Descrizione e stile
Maria tiene in braccio Gesù Bambino che sta eretto su una balaustra in primo piano, dove si trova appeso un cartiglio con la firma dell'artista IOANNES BELLINVS. Il Bambino benedicente ricorda nella fisionomia quello della Pala di San Giobbe, databile a quegli stessi anni. La sua figura ha un che di fissità iconica che rimanda alla pittura bizantina, alla radice della scuola veneziana. Gli sguardi di madre e figlio non si incontrano, come di consueto, ma il tenero abbraccio tra i due esprime la familiarità della scena.
Lo sfondo è costituito da un dolce paesaggio, con colli che si perdono in lontananza a una città turrita. Notevole è l'uso del colore, che modella figure al contempo monumentali e caldamente umane, grazie al ricco impasto cromatico.